# Кожевник Петро
Кожевник (Каленик) Петро — український кобзар.
Учень зіньківського кобзаря Івана (Хмеля) Хмельницького разом з Дмитро Кочерга, Мусій Кулик (Гордієць), Орест Поливський, Артем Курочка, Йосип Харченко, Назар Чернецький та інші.
Знав Зіньківську науку.